# Семиполка
Семиполка (каз. Семиполка) — село в районе Шал акына Северо-Казахстанской области Казахстана. Административный центр Семипольского сельского округа. Находится примерно в 26 км к северо-северо-западу (NNW) от города Сергеевка, административного центра района, на высоте 156 метров над уровнем моря. Код КАТО — 595649100.
К западу от села находится озеро Косколь.

## Население
В 1999 году численность населения села составляла 1308 человек (649 мужчин и 659 женщин). По данным переписи 2009 года, в селе проживало 928 человек (446 мужчин и 482 женщины).